# ملیندا مرکادو
ملیندا مرکادو (انگلیسی: Melinda Mercado؛ زادهٔ ۱۹ مارس ۱۹۹۰) بازیکن فوتبال اهل ایالات متحده آمریکا است.
از باشگاه‌هایی که در آن بازی کرده‌است می‌توان به بوستون بریکرز و وسترن نیویورک فلش اشاره کرد.